# 65. konjeniška divizija (ZDA)
65. konjeniška divizija (izvirno angleško 65th Cavalry Division) je bila konjeniška divizija Kopenske vojske ZDA.